# Serradora de Guelis
La Serradora de Guelis és una obra de Lladorre (Pallars Sobirà) protegida com a Bé Cultural d'Interès Local.

## Descripció
La serradora hidràulica és situada uns 70 m al sud de l'últim edifici del nucli de Lladorre a la riba esquerra del riu. Es troba en bon estat de conservació i es podria posar en funcionament. Es tracta d'un edifici rectangular de 4 x 10 m de parets de pedra i coberta de llosa a dues vessants. La part sud de l'edifici s'ha rehabilitat parcialment després d'una riuada que va malmetre les parets.